# Raúl Echeverría
Raúl Echeverría – argentyński piłkarz, pomocnik.
Jako gracz klubu Estudiantes La Plata wziął udział w turnieju Copa América 1920, gdzie Argentyna została wicemistrzem Ameryki Południowej. Echeverría zagrał w dwóch meczach - z Urugwajem (zdobył bramkę) i Brazylią (zdobył bramkę). Zdobycie 2 bramek wystarczyło, by został najlepszym strzelcem swej drużyny oraz wicekrólem strzelców turnieju.
Wciąż jako gracz klubu Estudiantes wziął udział w turnieju Copa América 1921, gdzie Argentyna pierwszy raz w swych dziejach zdobyła mistrzostwo Ameryki Południowej. Echeverría zagrał we wszystkich trzech meczach - z Brazylią, Paragwajem (zdobył bramkę) i Urugwajem.
Echeverría w latach 1920–1922 rozegrał w reprezentacji Argentyny 8 meczów i zdobył 4 bramki.